# 지방산 아실-CoA 생성효소
지방산 아실-CoA 생성효소(영어: fatty-acyl-CoA synthase) (EC 2.3.1.86)는 지방산 합성을 담당하는 효소 복합체로 제1형 지방산 합성(FAS)에 속한다. 보다 일반적으로 효모 지방산 생성효소(영어: yeast fatty acid synthase) (지방산 아실-CoA 합성효소와 혼동하지 말 것)로 알려져 있다. 효모 지방산 생성효소는 지방산 합성에서 중추적인 역할을 한다. 이는 2.6 MDa의 배럴 모양의 복합체이며 두 개의 고유한 다기능 소단위체(α 소단위체와 β 소단위체)로 구성된다. α 소단위체와 β 소단위체는 함께 α6β6 구조로 배열된다. 이 효소 복합체의 촉매 활성에는 α 소단위체와 β 소단위체 사이의 효소 반응의 조정 시스템이 포함된다. 따라서 효소 복합체는 지방산 합성을 위한 6개의 기능적 중심으로 구성된다.

## 반응
지방산 아실-CoA 생성효소는 다음의 반응을 촉매한다.
아세틸-CoA + n 말로닐-CoA + 4n NADPH + 4n H+  ⇄  긴사슬 아실-CoA + n CoA + n CO2 + 4n NADP+
지방산 아실-CoA 생성효소의 4가지 기질은 아세틸-CoA, 말로닐-CoA, NADPH, H+이며, 4가지 생성물은 아실-CoA, CoA, CO2, NADP+이다.
보다 구체적으로 지방산 아실-CoA 생성효소의 촉매 메커니즘은 1개의 아세틸-CoA와 7개의 말로닐-CoA 분자를 소비하여 팔미토일-CoA를 생성하는 것이다.

## 같이 보기
- 지방산
- 아실-CoA
- 생성효소
- 지방산 아실-CoA 합성효소